# NGC 466

NGC 466

NGC 466 هي مجرة محدبة تبعد حوالي 227 مليون سنة ضوئية من الأرض في كوكبة الطوقان (كوكبة). تم اكتشافه من قبل عالم الفلك جون هيرشل في 3 أكتوبر 1836.

## العضوية
NGC 466 هو عضو في مجموعة من المجرات المعروفة باسم GG 019.

## وصلات خارجية
- NGC 466 على موقع ويكي سكاي: DSS2, SDSS, GALEX, IRAS, Hydrogen α, X-Ray, Astrophoto, Sky Map, Articles and images